# Inma Pérez-Quirós
Inma Pérez-Quirós (Malaga, 1962) è un'attrice spagnola, nota per aver interpretato il ruolo di Fabiana Aguado nella soap Una vita (Acacias 38).

## Biografia
Inma Pérez-Quirós è nata nel 1962 a Malaga, nella comunità dell'Andalusia (Spagna), e oltre alla recitazione si occupa anche di teatro.

## Carriera
Inma Pérez-Quirós ha iniziato a recitare in teatro. Ha recitato in varie serie televisive come nel 1998 in Plaza Alta, nel 2006 in Matrimonio con hijos, nel 2009 e nel 2010 in Padre Medina, nel 2011 e nel 2012 in La respuesta está en la historia, nel 2015 in El ministerio del tiempo e in Senza identità (Sin identidad), nel 2022 ne Gli eredi della terra (Los herederos de la tierra) e in Entre tierras. Nel 2011 ha recitato nelle soap opere Cuore ribelle (Bandolera) e ne Il segreto (El secreto de Puente Viejo). Dal 2015 al 2021 è stata scelta da TVE per interpretare il ruolo di Fabiana Aguado nella soap opera in onda su La 1 Una vita (Acacias 38) e dove ha recitato insieme ad attori come Sara Miquel, David Venancio Muro, Montserrat Alcoverro, Marita Zafra, Rebeca Alemañy, Marc Parejo e Juanma Navas. Ha recitato anche in miniserie televisive come nel 2002 in Padre coraje e nel 2020 in Veneno. Ha anche recitato in film televisivi come nel 2005 in El camino de Víctor e nel 2012 in Luna llena. Oltre ad aver recitato in serie e miniserie televisive, ha preso parte anche a film come nel 1998 in Yerma, nel 2003 in Carmen, nel 2006 in ¿Por qué se frotan las patitas?, nel 2007 in Mataharis, nel 2008 in The Anarchist's Wife, nel 2012 in Els nens salvatges, nel 2013 in La mula e nel 2014 in El Niño. Ha anche recitato in cortometraggi come nel 2019 in Romeo y Julio e nel 2020 in De quién es tu piel.

## Filmografia

### Cinema
- Yerma, regia di Pilar Távora (1998)
- Carmen, regia di Vicente Aranda (2003)
- ¿Por qué se frotan las patitas?, regia di Álvaro Begines (2006)
- Mataharis, regia di Icíar Bollaín (2007)
- The Anarchist's Wife, regia di Marie Noëlle e Peter Sehr (2008)
- Els nens salvatges, regia di Patricia Ferreira (2012)
- La mula, regia di Michael Radford e Sebastien Grousset (2013)
- El Niño, regia di Daniel Monzón (2014)

### Televisione
- Plaza Alta – serie TV (1998)
- Padre coraje – miniserie TV (2002)
- El camino de Víctor, regia di Dácil Pérez de Guzmán – film TV (2005)
- Matrimonio con hijos – serie TV (2006)
- Padre Medina – serie TV (2009-2010)
- Cuore ribelle (Bandolera) – soap opera (2011)
- Il segreto (El secreto de Puente Viejo) – soap opera (2011)
- La respuesta está en la historia – serie TV (2011-2012)
- Luna llena, regia di Luis Marías – film TV (2012)
- El ministerio del tiempo – serie TV (2015)
- Senza identità (Sin identidad) – serie TV (2015)
- Una vita (Acacias 38) – soap opera, 1483 episodi (2015-2021)
- Veneno – miniserie TV (2020)
- Gli eredi della terra (Los herederos de la tierra) – serie TV (2022)
- Entre tierras – serie TV (2022)

### Cortometraggi
- Romeo y Julio, regia di Fernando Colomo (2019)
- De quién es tu piel, regia di Rebeca Alemañy (2020)

## Teatro
- Demonis (1992)
- Mare Nostrum (1992)
- Cía. de performances flamencas, diretto da Rosario Pardo (1995)
- Yerma, diretto da Pilar Távora (1997)
- Baby – Boom en el paraíso, diretto da Rafel Torán
- Cabalgata expo 92, diretto da Joan Font
- Madre caballo di A. Onetti, diretto da Emilio Hernández
- La llanura di J.Martín Recuerda, diretto da Helena Pimenta
- Inventario Henry Bengoa di Bernardo Atxaga, diretto da Pepa Gamboa
- Romeo e Giulietta, diretto da Emilio Hernández (2003)
- Acabaré jondo, diretto da Estrella Távora (2012)
- Dando el cante (2012)

## Doppiatrici italiane
Nelle versioni in italiano dei suoi film e delle sue serie TV, Inma Pérez-Quirós è stata doppiata da:
- Flavia Fantozzi[14] in Una vita[15]